# 豫中会战
豫中會戰（日方称“河南会战”、“京汉会战”）是抗日戰爭中，日軍“一號作戰”（中方称“豫湘桂会战”）中的第1部份攻勢。
豫中會戰中，39万名中國士兵在湯恩伯帶領下，部署到戰略要地洛陽。 日本第12軍於戰车第3師團帶領下，在鄭州附近渡過黃河，於1944年4月18日於許昌附近擊敗中國軍隊，然後从郾城向右迂迴和圍攻洛陽。保衛洛陽的守軍共有3個師。日軍戰車第3師團於5月13日開始攻擊洛陽、5月25日攻佔該地。

## 战前部署
日本军华北方面军司令官冈村宁次指挥第12軍，戰車第3師團、第37師團、第62師團、第110師團、獨立混成第7旅團、騎兵第4旅團，共5个师團又3个旅、1个飞行团（飞机168架）、第1軍和方面军直属部队各一部共148,000人，马匹33000，炮269门，坦克装甲车691辆，汽车6100辆。在第11、第13军各一部配合。
中国第一戰區辖國民革命軍第十五、第十九、第二十八、第三十一、第十四、第四、第三十六、第三十九集團軍，共8个集團军1个兵团共17个军约390,000人。另第五戰區第二集團軍、第八戰區第三十四集團軍。第八战区和空军（飞机156架）各一部支援。
- 司令长官蒋鼎文驻洛阳，指挥郑州-洛阳当面的4个集团军14万人，负责陇海路方向及河防。
  - 第4集团军总司令孙蔚如
    - 第三十八军张耀明
      - 第17师申及智
      - 新35师孔从周

    - 第九十六军李兴中
      - 第177师李振西
      - 新14师陈子坚

  - 第14集团军总司令刘茂恩
    - 第十五军武庭麟
      - 第64师刘献捷
      - 第65师李纪云

    - 第九军韩锡侯
      - 第54师史松泉
      - 新24师宋子英

    - 暂四军谢辅三
      - 第47师：从第九军调归。为裴昌会的基本部队。师长杨蔚
      - 暂4师：战区直辖独立第5旅改编。师长马雄飞

  - 第36集团军总司令李家钰/刘戡
    - 第十四军：张际鹏
      - 第83师沈向奎
      - 第85师：王连庆/陈德明
      - 第94师张士光

    - 第四十七军：李宗坊
      - 第104师杨显明
      - 第178师李家英

  - 第39集团军总司令高树勋
    - 新八军胡伯翰
      - 新6师范龙章
      - 暂29师尹瀛洲
- 副司令长官汤恩伯驻叶县。指挥豫皖边、豫中的4个集团军17万人，负责平汉路方向。参谋长刘子奇，副参谋长苟吉堂。[2]
  - 第三十一集团军 总司令王仲廉
    - 第十二军（原韩复榘部） 军长贺粹之
      - 第20师，师长周遵时兼，副师长孙政训，参谋长刘琛
      - 第22师，师长谭乃大
      - 第81师，师长葛开祥 第55师（李守正)

    - 第十三军 军长石覺
      - 第4师：师长蔡剑鸣
      - 第89师：师长金式
      - 第117师：师长刘漫天

    - 第二十九军 军长马励武
      - 第91师 师长全瑛（黄埔四期）
      - 第193师 师长郭文燦（郭文烁）
      - 暂编第16师 师长吴求剑（黄埔三期）

  - 第二十八集团军 总司令李仙洲
    - 暂编第十五军 军长刘昌义
      - 新编第29师：1942年，周口警卫团扩编成新编第29师，周口警备司令吕公良（黄埔五期、第88师团附）任师长，黄永淮任副师长。1944年豫中会战守备许昌被歼。收容溃散人员，重建该师，师长刘汉兴。
      - 暂编第27师：师长萧劲（黄埔六期，留德）/苟吉堂代

    - 第八十五军 军长吴绍周
      - 第23师，师长张文心/黄子华代
      - 第110师，师长廖运周
      - 预备第11师，师长赵琳
      - 暂编第1旅 旅长鲍汝澧

    - 第八十九军 军长顾锡九
      - 新编第1师 师长黄詠瓒
      - 第20师 师长赵桂森

  - 第十九集团军：主力在平汉路以东未参加豫中会战
    - 暂编第九军：原东北军。军长霍守义
      - 第111师 孙焕彩
      - 第112师 王秉钺
      - 暂30师 洪显成

    - 第33师
    - 独6旅

  - 第十五集团军：总司令何柱国。主力在平汉路以东淮北阜阳，未参加豫中会战
    - 骑兵第二军 军长廖运泽
      - 骑兵第3师徐长熙
      - 暂14师李鸿慈
      - 骑兵第8师马步康

    - 第七十八军赖汝雄
      - 新编第42师 师长彭赉良
      - 新编第43师黄国书
      - 新编第44师姚秉勋

    - 泛东挺进军：总指挥陳又新（1900～1952，广南县人，云南讲武学校第十六期工兵科。黄埔军校潮州分校区队长。第十五集团军副总司令兼第一战区豫鲁边区游击指挥官)
    - 暂1、暂2、暂3旅，游击第1、第2、第3、第5、第6、第13、第14、独1纵队，独1、独3、独4支队
- 第八战区司令长官胡宗南
  - 第34集团军总司令李延年
    - 第四十军马法五
      - 第39师司元恺
      - 第106师李振清
      - 新40师崔玉海

    - 第五十七军刘安祺
      - 第97师胡长青
      - 第8师吴俊

    - 第一军张卓
      - 第167师王隆玑

    - 第十六军李正先
      - 预3师陈鞠旅
      - 第109师戴慕真

    - 第二十七军周士冕
      - 预8师林伟宏
      - 炮3旅黄正诚
- 第五战区司令长官李宗仁
  - 第2集团军总司令刘汝明
    - 第五十五军曹福林
      - 第29师荣光兴
      - 第74师李益智

    - 第六十八军刘汝珍
      - 第119师刘广信
      - 第143师黄樵松
      - 暂36师崔贡琛

  - 第三十九军刘尚志
    -       - 第56师孔海鲲
      - 暂51师史宏熹

## 經過

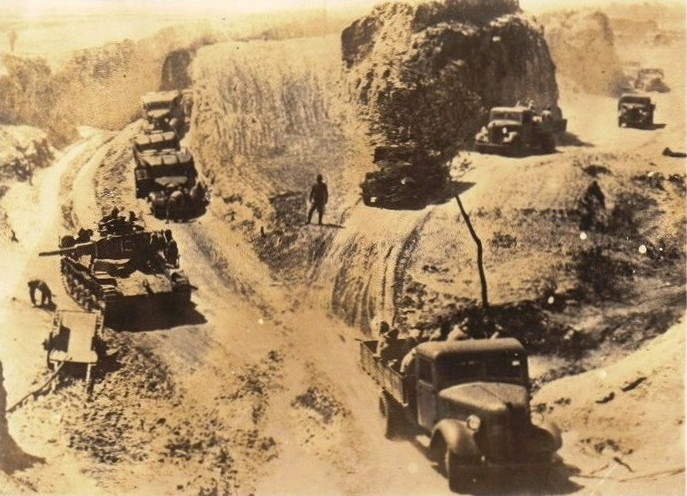
實施一號作戰中的日軍戰車第3師團九七式中戰車.

1944年4月17日夜至18日凌晨，日军第37师团配属独立混成第7旅团在中牟县強渡新黄河（今贾鲁河），以攻占平汉铁路（北平─汉口）南段为目标，向郑县（郑州）、洛阳地区进攻。中国第二十八集團军暂编第十五军依托黄河南岸既设河防阵地仓促抗击日军，阵地很快失守。第37师团225联队以一部先头部队向中牟以南方面发起试探性攻击并企图渡河，遭遇暂编第十五军暂编第27师。
4月19日，日军第110师團、第62师團由郑州黄河铁桥南端，向第二十八集团军第八十五军邙山头阵地攻击。
日军第12军旋以一部沿平汉铁路南进，企图与从信阳北上的第11军宫下旅团会师；坦克第三师团向西迂回，席卷襄城县、郏县、临汝县，一部快速逼近洛阳外围龙门，寻歼第一战区主力。第三十一集团军、第四集团军予日军以打击后，于5月5日、5月6日分别撤往伏牛山、韩城。5月6日，司令长官蒋鼎文从洛阳撤到新安。
至5月9日，西进日军攻抵龙门附近。随即以一部进逼洛阳，大部向伊河、洛河河谷进攻。守卫洛阳的是刘茂恩的第十五军。
5月9日，由许昌南进之日军第27師團，与由信陽附近北上之第11军宫下兵团（相当于旅）在确山会师，打通平汉铁路南段。
5月9日晚，日军第1军以8个大队从山西垣曲（今古城镇）强渡黄河，攻占河南英豪、渑池后，沿陇海铁路（兰州─连云港）东西分进。
5月10日，日军对洛阳总攻，飛机轰炸北岸阵地。5月10日，司令长官蒋鼎文从新安向西南撤退。
5月12日，日军渡過洛河:51。
至5月14日，西进日军击退第36集团军和刘戡兵团，包围洛阳。5月18日，日军菊兵团（第63师團一部）攻击洛阳，守军第十五军（武庭麟）配属第94师（師長張世光，共8,000多人）依托城防工程，顽强抗击一昼夜，使敌攻击受挫:51。华北方面军令第12军司令官指挥第110师團一部、戰車第3師團主力、骑兵第4旅和菊兵团攻击洛阳。
5月21日，在日軍優勢兵力圍攻下，負責掩護部隊西撤的第三十六集團軍司令李家鈺中將（後追晉為陸軍上將）陣亡。
洛阳守军奋战至5月25日分路突围，洛阳失守:51。在日军第12军主力西进后，第五战区国民革命军第五十五军、第十戰區豫南挺进军等部，向平汉铁路南段实施袭击，一度收复确山、漯河等地，以牵制日军。

## 结果与影响
根據日本戰後聯隊史，參與本次會戰的日軍第110師團所下轄的第110步兵聯隊在1944年3月－1945年8月可確認之死亡人數為594人，另一下轄的第163步兵聯隊於1944年3月－1945年8月可確認之死亡人數為682人，其中多半應該死於豫中會戰。另根據日本老兵所編寫的部隊史《北支派遣勝第5228部隊》，參與此次豫中會戰的第69師團獨立步兵第118大隊至少有五名軍官陣亡。而根據日本戰後出版的部隊史，僅參與本次會戰的日軍機動步兵第3聯隊就在洛陽戰死102人，而同樣參與此次會戰的獨立步兵第78步兵大隊則在洛陽戰死29人，戰傷100多人，一樣參與本會戰的第163步兵聯隊第1步兵大隊在洛陽的戰死人數則是至少24人，另也參與本會戰的獨立步兵第36大隊下轄之第3中隊則在洛陽攻堅戰死24人、戰傷60人，上述日軍參戰單位僅佔洛陽攻堅日軍兵力的一小部分，可見日軍僅在本次會戰的洛陽攻堅就應戰死近千人。另根據日軍第37師團戰友會在1986年的調查，該師團在豫中會戰僅有案可考的戰死者人數就多達308人。
1944年7、8月间，蒋中正决定在重庆召开黄山（委员长重庆官邸）会议，以整军为主题，以反省、自责、大家知无不言为宗旨，先后召开预备会议及正式会议两次，历时多日。史称“黄山会议”。会上，蒋中正以这次中原战役（即豫中会战）多次训词。

## 資料來源
- Long Hsuen Hsu; Mingkai Zhang. . translated by Wen Ha-hsiung. Taipei, Taiwan: Chung Wu Publishing. 1972  [2017-08-29]. （原始内容存档于2020-04-07）.
- 郭汝瑰; 黃玉章; 田昭林 (编). . 江苏人民出版社. 2002. ISBN 978-7-214-03034-4.
- 李昌华; 岳思平. . 解放军出版社. 1987  [2017-08-29]. （原始内容存档于2020-04-07）.
- Generals from Japan （页面存档备份，存于）
- Topo Maps covering the area of the battle:
  - Lo-Yang ni49-7 （页面存档备份，存于）
  - Cheng Hsien ni49-8 （页面存档备份，存于）
  - Kaifeng ni50-5 （页面存档备份，存于）
  - Hsiang-Cheng ni49-12 （页面存档备份，存于）
  - Huai Yang ni50-9 （页面存档备份，存于）
  - Tsao-Yang   ni49-16 （页面存档备份，存于）
  - Hsin-Yang ni50-13 （页面存档备份，存于）

## 附加參考
- Sherry, Mark D. . The U.S. Army Campaigns of World War II. United States Army Center of Military History.   [2012-05-20]. CMH Pub 72-38. （原始内容存档于2019-04-01）.

33°54′N 113°30′E / 33.9°N 113.5°E